# M30 박격포

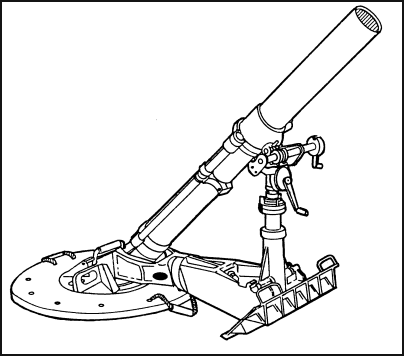

M30 박격포(M30 mortar)는 미국의 4.2인치 박격포를 말한다.

## 역사
베트남전 파병을 계기로 미국에서 M30 모델을 국내에 들여온 것을 1977년 KM30 박격포로 라이선스 생산했다.
박격포 탑재 모델인 K242 장갑차는 4.2인치, K281 장갑차는 81mm 박격포를 탑재하고 있다.
미군의 M30 박격포는 이전의 M2 박격포를 대체하기 위해 1951년부터 실전배치했다. 그러나 대한민국은 KM30을 비롯한 4.2인치 박격포를 신형으로 교체하지 않고 퇴역시킬 예정이다.

## 포탄 종류
- HE M329A1, 최대사거리 5,650 m (6,180 yd), 무게 12.3 kg (27 lb)
- HE M329A2, 최대사거리 6,840 m (7,480 yd), 무게 10 kg (22 lb)
- WP M328A1, 최대사거리 5,650 m (6,180 yd)
- ILLUM M325A2, 최대사거리 5,490 m (6,004 yd), 연소시간 90초
- ILLUM M335A2, 최대사거리 5,290 m (5,785 yd), 연소시간 70초

## 같이 보기
- 120mm 자주박격포